# 1477 w literaturze
Wydarzenia literackie w 1477 roku.

## Nowe książki
- Juraj Šižgorić, Elegiarum et carminum libri tres

## Zmarli
- Pietro Candido Decembrio, włoski humanista
- Grzegorz z Sanoka, polski biskup, humanista i poeta